# Кирков, Васил
Васил Киров Ки́рков (болг. Васил Киров Кирков; 15 мая 1870, Карлово, Пловдивская область — 28 ноября 1931, София) — болгарский театральный актёр и режиссёр, один из первых ярких представителей романтического направления в болгарском театре, председатель Союза артистов Болгарии с 1925 по 1929 год, один из основателей болгарского профессионального театра, организатор Профессионального пенсионного фонда.
Не следует путать его с другим болгарским актёром, родившимся в 1919 году.

## Биография
Васил Кирков родился 15 мая 1870 года в болгарском городе Карлово Пловдивской области в 145 километрах к востоку от столицы страны. Дебютировал на любительских театральных подмостках родного города и Пловдива.

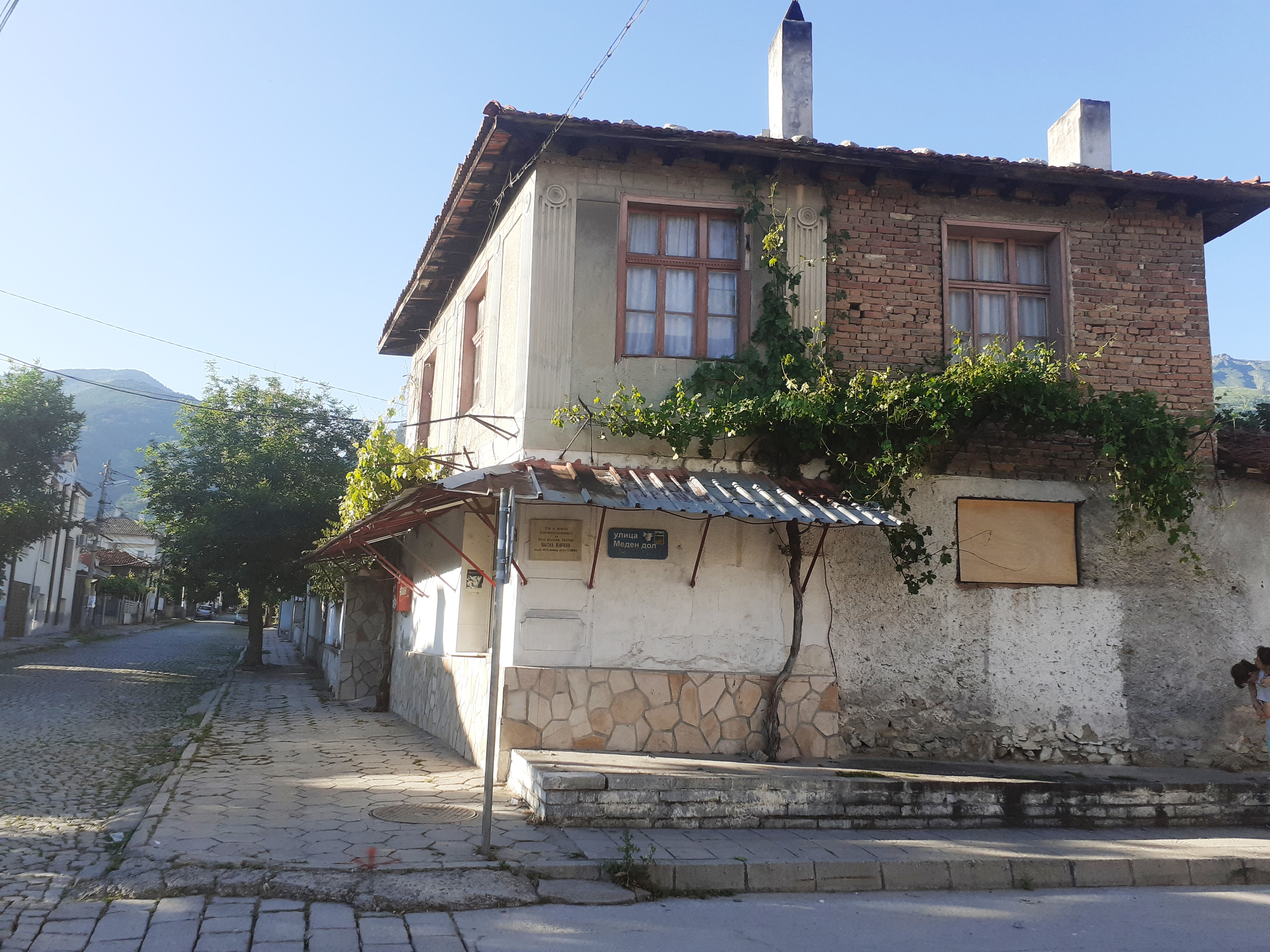
Родной дом Василя Киркова в городе Карлово

В 1888 году Кирков сыграл одну из своих первых больших ролей (Ангел — «Руска» Ивана Вазова) на подмостках софийского театра «Основа».
В 1890 году он был принят в состав «Столичной драматической труппы».
С 1892 года Васил Киров Кирков работал в софийском театре «Слеза и смех» (с 1904 года — Болгарский национальный театр, с 1906 до 1952 года — Национальный театр, в 1952-62 годах назывался Национальный театр Кръстю Сарафов, в дальнейшем в 1962—1977 годах и с 1982 года постоянно — Национальный театр Ивана Вазова).
С 1904 по 1909 год Васил Кирков совершенствовал актёрское мастерство в Москве, где учился в театральной студии Московского Художественного театра под руководством советских театральных режиссёров Константина Сергеевича Станиславского и Владимира Ивановича Немировича-Данченко.

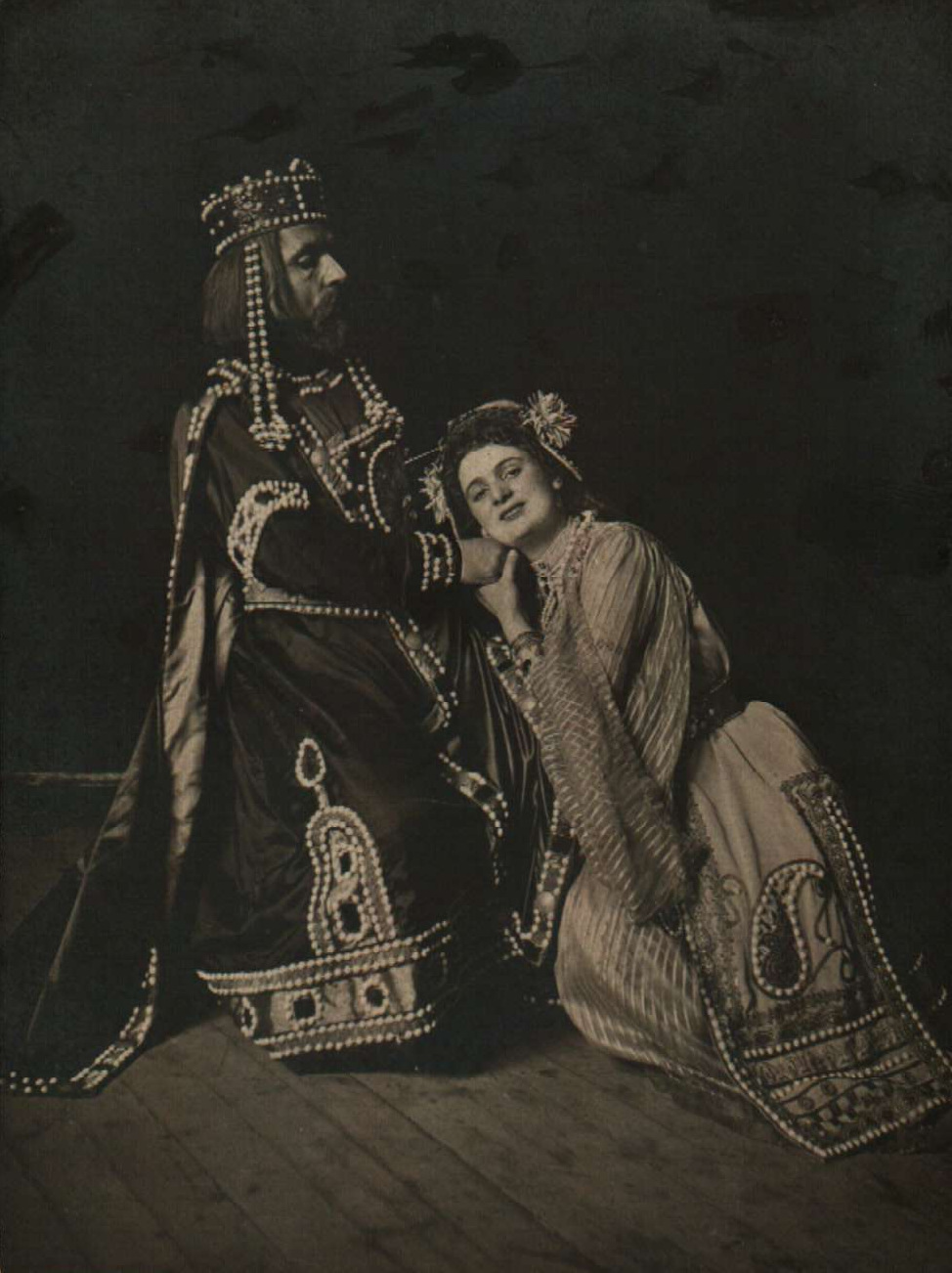
Кирков и Теодорина Стойчева на сцене

Почти сразу после окончания МХТ В. Киркова пригласили в театр Веры Фёдоровны Комисаржевской на должность помощника режиссёра; с этой труппой он успешно гастролировал по Германии, Польше, Франции и Америке. Во время театрального турне Комиссаржевская заболела оспой и умерла, а созданная ей труппа вскоре распалась.
Васил Киров Кирков вернулся на сцену Национального театра, где прослужил до 1926 года, когда в результате политических преследований был уволен вместе с Адрианой Будевской; что вызвало тогда большой общественный резонанс.
В отличие от Будевской, которая, опасаясь дальнейших преследований перебралась в Новый Свет, Кирков продолжил работать в Болгарии. С 1925 по 1927 год он был директором-постановщиком «Русского городского театра» в Русе (ныне «Драматический театр»). В 1928 году основал первый муниципальный театр в Сливене, в 1929 году стал одним из создателей «Бургасского драматического театра» (ныне «Драматический театр «Адриана Будевская»»).
С 1932 по 1934 год Кирков был директором-постановщиком «Драматического театра» в Пловдиве.
Васил Киров Кирков умер 28 ноября 1931 года в Софии.